# 田阳风筝果
田阳风筝果（学名：Hiptage tianyangensis）为金虎尾科风筝果属下的一个种。

## 扩展阅读
- 維基物種上的相關：田阳风筝果